# 趙志敬
趙志敬是金庸武俠小說《神雕俠侶》中的反派角色。為全真七子之一王處一的大徒弟，馬鈺、丘處機等六子的師姪，曾是主角楊過的師父，但未傳授他任何武功。
趙志敬留有長鬚，身形魁梧，腰間懸劍，其武功雖説是第三代弟子中最高，但心胸狹窄，勢利輕義，人品低劣，不為全真六子所喜。他一直貪戀權位，為此不惜逼害師兄弟和拼命討好師叔祖周伯通，甚至勾結蒙古人，對他們阿諛奉承，並且叛教降敵和企圖與蒙古人一起以石頭困死全真五子，從而取代他們的地位。
登場回數:(射)37-38,(神)3-6,11-14,25-28,37-39

## 生平
趙志敬為全真教第三代弟子，王處一的徒弟，實力雖是全真教第三代弟子中的首席高手，但個性勢利輕義，因此全真六子也不喜歡他，更不希望掌教之位。
杨过曾在少年時由郭靖帶領上终南山时投奔全真教，但被丘處機等人丟到他門下，而趙志敬因曾敗在上山拜會全真敎的郭靖手上，從而感到面目無光，從而把怒氣發洩身為郭靖義姪身上，加上不喜楊過機靈善變，又因楊過沒有討好他，從而認為他性格奸狡，因此對楊過處處刁難惡整，也沒教他任何功夫，慫恿弟子欺凌楊過，甚至想弄致他喪命，成為楊過投靠古墓派的主因。
趙志敬一直覬覦和渴望掌教之位，因此後來與蒙古人勾結，企圖在蒙古的幫助下以陰謀奪得掌教之位，其實他之前已不惜用一切手段來剷除競爭掌教的對手（主要是甄志丙），甚至不惜企圖討好師叔祖周伯通。後成為因为是唯一知道師弟甄志丙当年奸污小龙女的人，以此要挟甄志丙交出掌教之位。最後因叛教降敵，令蒙古人攻入重陽宮，使眾多弟子受傷幾乎致全真教覆滅，又企圖與蒙古人殺害全真五子，以取代他們地位，間接逼死甄志丙，加之之前被金輪國師勾結，但又受其欺騙，致周伯通幾乎喪命，令周伯通大怒，因此最終被周伯通放玉蜂咬死。

## 武功
全真劍法
七剑七式，共七七四十九式，變化精微，穏重端嚴。

## 影视形象
《射鵰英雄傳》：
- 1983甘國衛香港無線電視劇《射鵰英雄傳》

《神鵰俠侶》：
- 1976曾江香港佳视电视剧《神雕侠侣》
- 1982鹿峰香港邵氏电影《神雕侠侣》
- 1983甘国卫香港无线电视剧《神雕侠侣》
- 1984唐富雄台湾中视电视剧《神雕侠侣》
- 1995戴志伟香港无线电视剧《神雕侠侣》
- 1998梁维东新加坡电视剧《神雕侠侣》
- 1998岳跃利台湾台视电视剧《神雕侠侣》
- 2006刘乃艺中國电视剧《神雕侠侣》
- 2014王茂蕾中國电视剧《神雕侠侣》